# 烏德湖
烏德湖（瑞典語：Uddjaure）是瑞典的湖泊，位於該國北部北博滕省，毗鄰與胡納萬湖，面積249.15平方公里，是該國第十大湖泊，集水區面積5,730平方公里，海拔高度420米。
65°58′N 17°50′E / 65.97°N 17.83°E